# 美波町立日和佐中学校
美波町立日和佐中学校（みなみちょうりつ ひわさちゅうがっこう）は、徳島県海部郡美波町西河内にある公立中学校。

## 基礎データ
全校生徒数
- 97人[1]

最寄駅
- JR牟岐線北河内駅

## 沿革
- 1947年（昭和22年）4月1日 - 学校教育法の施行により創立。
- 1950年（昭和25年）6月18日 - 旧日和佐中学校の生徒が学校近くの大浜海岸でウミガメの死骸を見つける。ウミガメ保護策が始まる[2]。
- 1959年（昭和34年）4月1日 - 旧日和佐中学校と赤河内中学校を廃校・統合し、徳島県海部郡日和佐中学校を創立。
- 1960年（昭和35年）1月3日 - 日本科学振興会および読売新聞社より全国第2位の学校賞を受賞。
- 1962年（昭和37年）4月1日 - 徳島県海部郡日和佐町日和佐中学校と校名改称。
- 1962年（昭和37年）5月10日 - 野鳥保護活動の実績が認められ、日本野鳥保護連盟理事長より表彰。
- 1965年（昭和40年）4月18日 -「青少年の創意工夫」が認められ科学技術庁長官より表彰。
- 1970年（昭和45年）8月27日 - PTA優良校として、日本PTA全国協議会長より表彰。
- 1972年（昭和47年）4月1日 - 徳島県海部郡日和佐町立日和佐中学校と校名改称。
- 1974年（昭和49年）4月1日 - 日和佐町立赤松中学校を統合。
- 1978年（昭和53年）11月4日 - 創立30周年記念事業の完成により、記念式典を挙行。
- 2001年（平成13年）4月1日 - 西河内字大久保76番地1に新築移転。
- 2006年（平成18年）3月31日 - 日和佐町と由岐町が合併に伴い、徳島県海部郡美波町立日和佐中学校と校名改称。

## 校訓
- 自律
- 敬愛
- 創造

## 校歌
- 作詞: 保科千代次
- 作曲: 近藤良三

## 部活動
- 野球
- サッカー
- バドミントン
- ソフトテニス
- 剣道
- バレーボール
- ブラスバンド

## 関連学校
- 美波町立日和佐小学校

## 通学区域が隣接している学校
- 美波町立由岐中学校
- 阿南市立福井中学校
- 阿南市立新野中学校
- 那賀町立相生中学校
- 海陽町立海陽中学校
- 牟岐町立牟岐中学校